# Juan Baigorri Velar
Juan Pedro Baigorri Velar (Concepción del Uruguay, 1891 - Buenos Aires, 24 de marzo de 1972) fue un ingeniero argentino, conocido por haber inventado "la máquina de hacer llover".

## Vida
Hijo de un militar, nacido en Concepción del Uruguay y criado en Buenos Aires, Baigorri Velar cursó estudios en el Colegio Nacional y luego viajó a Italia donde se recibió de Ingeniero y se especializó en Geofísica en la Universidad de Milán. Trabajó en diversas compañías de combustible, por lo cual recorrió varios países y realizó investigaciones sobre composición del suelo y exploración petrolífera. Construyó sus propios instrumentos para la detección de minerales y condiciones electromagnéticas de los suelos. En 1929 fue convocado por Enrique Mosconi para formar parte de la recién creada YPF. Baigorri viajó desde Estados Unidos para establecerse definitivamente en Argentina.

## "La máquina de hacer llover"
Según relató al diario Crítica, el origen de su invención se dio de manera casual:

En 1926, mientras trabajaba en Bolivia en la búsqueda de minerales utilizando un aparato de mi invención, noté algo curioso. Cuando conectaba el mecanismo y éste se ponía en funcionamiento, se producían lluvias ligeras que me impedían trabajar. Me llamó la atención el fenómeno y consideré que esas pequeñas lluvias podrían ser originadas por la congestión electromagnética que la irradiación de mi máquina producía en la atmósfera.

Siguió estudiando y perfeccionado su invención, mudándose incluso de su casa en el barrio de Caballito (Buenos Aires) para evitar que la humedad dañara sus aparatos.

Modifiqué la constitución y potencia del mecanismo, combiné metales radioactivos y reforcé el poder de las sustancias químicas.
Juan Baigorri

El aparato de las lluvias se conformaba por una caja del tamaño de un televisor de 14 pulgadas, una batería eléctrica y dos antenas de polo negativo y positivo. Estas antenas se encargaban de dirigir las emisiones electromagnéticas que ―según Baigorri― provocaban la «congestión atmosférica» y la lluvia.
Se presentó en las oficinas del Ferrocarril Central Argentino, con el fin de dar a conocer el aparato y que dieran fe de su eficacia. El gerente de la empresa le propuso que hiciera llover en Santiago del Estero, provincia que en ese momento atravesaba una de sus peores sequías en la historia. En noviembre de 1938, Baigorri viajó junto con un representante de la empresa, Hugo Miatello, a la localidad de Pinto. Según Miatello, cuando se encendió la máquina el viento cambió de dirección, se nubló y doce horas después se produjo un leve chaparrón. Baigorri continuó desarrollando un dispositivo de mayor potencia, y el 22 de diciembre viajó a Santiago del Estero capital, donde el gobernador le facilitó una instalación para la máquina. Tras 55 horas de funcionamiento, cayeron 60 milímetros de lluvia en la capital.
A su regreso a Buenos Aires, fue recibido con gran notoriedad, siendo apodado "el Júpiter moderno" o "el mago de Villa Luro" y realizando entrevistas en varios medios nacionales e internacionales. Incluso un ingeniero estadounidense le ofreció comprarle la patente, a lo que Baigorri se negó, asegurando: "Soy argentino y quiero que mi invento beneficie a mi país".
Recibió críticas del titular de la Dirección de Meteorología, Alfredo Galmarini, que calificó al invento de "parodia" y que "no creía en la seriedad del inventor". Baigorri replicó en el diario Crítica del 27 de diciembre de 1938:

Como respuesta a las censuras a mi procedimiento, regalo una lluvia a Buenos Aires para el 3 de enero de 1939.

El día 30 de diciembre de 1938 mantuvo una reunión de carácter confidencial con el ministro de Agricultura. Luego de esa reunión, y como broma, compró un paraguas y se lo envió al director de Meteorología.
Ese mismo día encendió la máquina, mientras que en su casa se congregó una multitud a pedirle que "no agüe las fiestas de fin de año". Baigorri decía que tenía que regular la energía del aparato para no convertir a la ciudad en un ciclón tormentoso, y que llovería "entre el 2 y el 3" de enero. Finalmente, en la noche del 1 de enero de 1939, el cielo se nubló y a las 5 de la mañana del 2 de enero cayó un fuerte chaparrón con características de temporal. Este acontecimiento mereció la tapa de los principales periódicos, como Crítica y Noticias Gráficas.
Luego de este éxito, Baigorri viajó a Carhué, localidad que sufría de una sequía tal que se había vaciado el lago Epecuén. El 7 y el 8 de febrero de 1939 se desataron dos tormentas eléctricas que hicieron desbordar el lago.
Luego de esta exposición mediática, Baigorri continuó realizando su anterior trabajo hasta que a fines de 1951 fue convocado por Raúl Mendé (ministro de Asuntos Técnicos de la Nación) para volver a poner en uso la máquina de hacer llover.
En 1952, Baigorri afirmó haber provocado lluvias en Caucete (provincia de San Juan), que según él llevaba ocho años de sequía, en la provincia de Córdoba (dejando al dique San Roque en un nivel superior a 35 metros) y en 1953 en la provincia de La Pampa. Sin embargo, gradualmente lo dejaron de convocar.
Esto provocó que Baigorri se recluyera, ya que jamás develó el funcionamiento de su aparato, además de establecer que solo él podía manejarlo. Nunca más realizaría demostraciones públicas, y con el tiempo la opinión pública se olvidó de él.
El rechazo de Baigorri a patentar su máquina o revelar su mecanismo hace sospechar que el invento podría ser un fraude científico. Eduardo Piacentini, del Servicio Meteorológico Nacional, considera que en el mejor de los casos el aparato de Baigorri podría ser capaz de detectar la lluvia pero no de provocarla. También podría ser que contara con el sesgo de confirmación, por el cual la gente recordaría las veces en que había tenido éxito pero no las que no consiguió hacer llover No obstante, experimentos similares en otras partes del mundo (como los Emiratos Árabes) podrían indicar que las teorías de Baigorri no eran erradas. 
No se conserva su casa de Villa Luro, y tampoco se sabe el destino del aparato de hacer llover. Baigorri falleció el 24 de marzo de 1972, casi sumido en la pobreza, y su cuerpo fue enterrado en el cementerio de Chacarita. Pocas personas participaron del cortejo fúnebre en la Chacarita. Ese día, llovió.